# TOKYO LADY
「TOKYO LADY」（トウキョー・レディ）は、日本の歌手ICONIQの1枚目のシングルである。2010年8月11日発売。

## 収録曲
1. TOKYO LADY
  - 作詞：NaNa★MUSiC／作曲：UTA
  - 資生堂「マキアージュ」CMソング
  - 森永製菓「ウイダーinゼリー」CMソング
2. TOKYO LADY (Instrumental) 
  - 作詞：NaNa★MUSiC／作曲：UTA